# فيلهلم كريس
فيلهلم كريس (بالألمانية: Wilhelm Kreis)‏ (و. 1873 – 1955 م) هو مهندس معماري، وأستاذ جامعي من ألمانيا . ولد في Eltville.
وهو عضو في Deutscher Werkbund .
توفي في باد هونيف .

## جوائز
حصل على جوائز منها:
- Commander's Cross of the Order of Merit ofthe Federal Republic of Germany.

## معرض صور

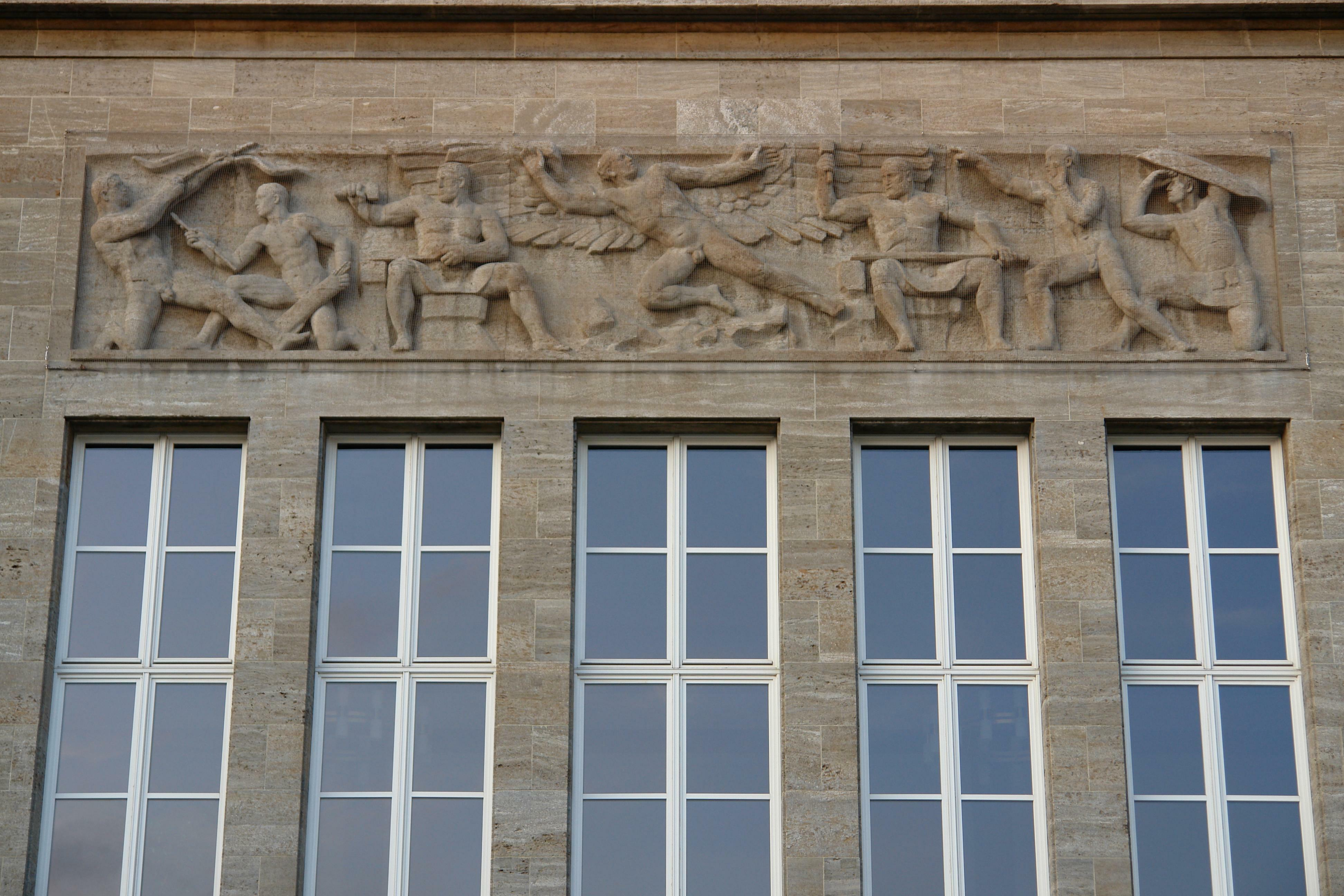
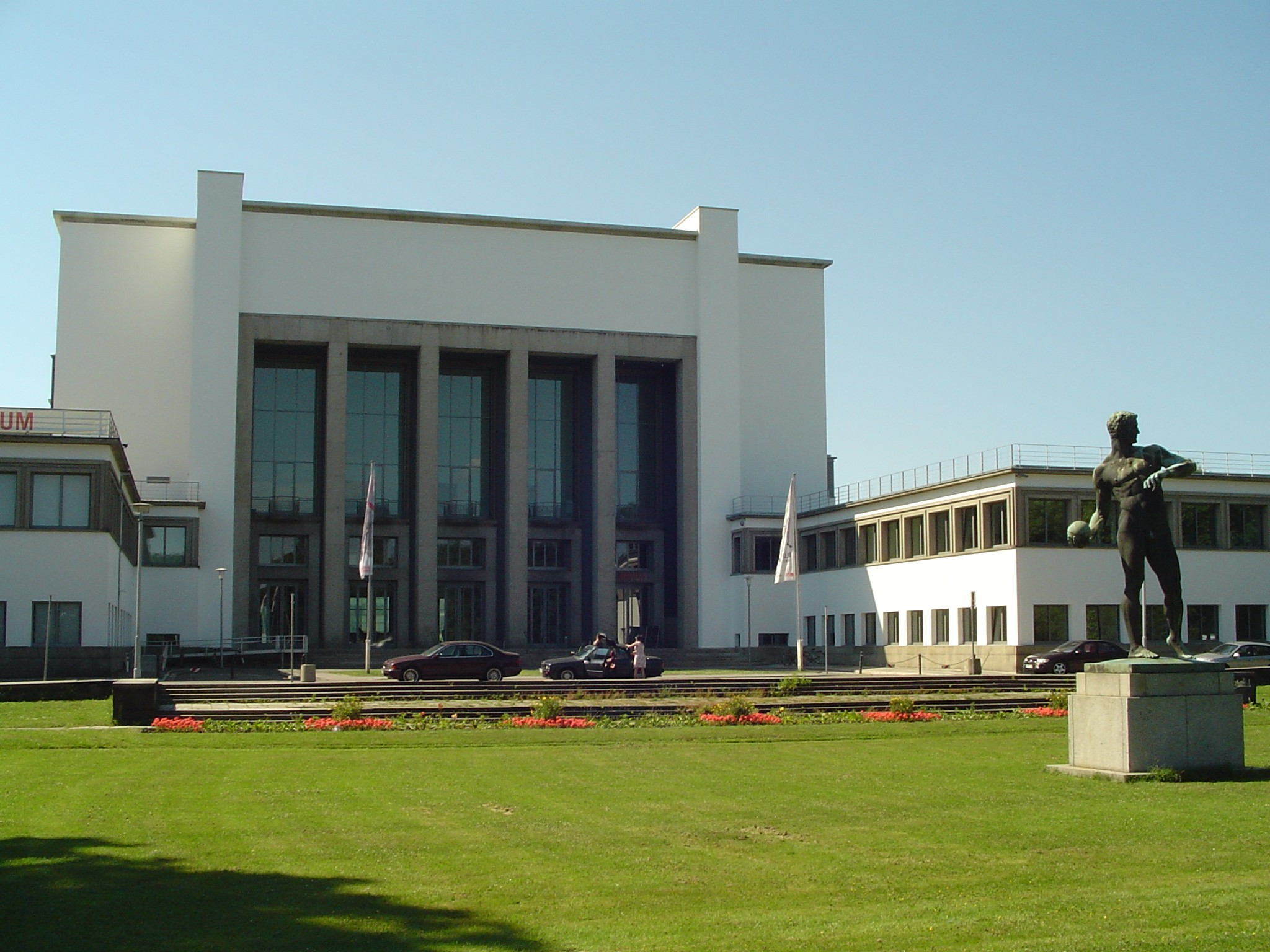
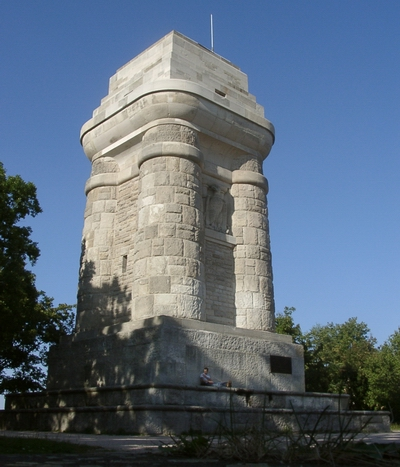

## روابط خارجية
- فيلهلم كريس على موقع مونزينجر (الألمانية)
- فيلهلم كريس على موقع أوليمبيديا (الإنجليزية)